# Time (album av Måns Zelmerlöw)
Time är ett studioalbum av Måns Zelmerlöw, utgivet den 18 oktober 2019.

## Låtlista
| 1.           | On My Way                  | Måns Zelmerlöw, Jon Eyden, Pete Hammerton                                                                | Fredrik Sonefors, Pete Hammerton | 3:01  |
| 2.           | Faker                      | Zelmerlöw, Eyden, Oliver Lundstorm, Paul Stanborough                                                     | Oliver Lundstorm                 | 3:18  |
| 3.           | Walk With Me (with Dotter) | Zelmerlöw, Johanna Maria Jansson, Andrew Jackson, Sonef Peter Milton, Daniel Goudie, Rachel Clare Furner |                                  | 2:48  |
| 4.           | Careless                   | Zelmerlöw, Eyden                                                                                         | Fredrik Samson, Oliver Lundström | 3:34  |
| 5.           | Real Life                  | Zelmerlöw, Brooke Toya, Eyden, Alex Shield                                                               | Alex Shield                      | 3:46  |
| 6.           | Time                       | Oliver Lundström                                                                                         | Oliver Lundström                 | 0:54  |
| 7.           | Better Now                 | Zelmerlöw, Emma Rohan, Peter Mark Hammerton, Tom Mann                                                    | Peter Hammerton, Pontus Persson  | 3:09  |
| 8.           | One                        | Zelmerlöw, Eyden, Matthew Holmes, Phillip Leigh                                                          | Mac & Phil                       | 3:19  |
| 9.           | Mirror                     | Zelmerlöw, Joy Deb, Melanie Wehbe, Moh Denebi                                                            | Joy Deb                          | 3:27  |
| 10.          | Grow Up To Be You          | Zelmerlöw, Anu Pillai, David Sneddon                                                                     | Anu Pillai, Persson              | 3:27  |
| 11.          | U & I                      | Zelmerlöw, Alex Shield, Eyden                                                                            | Shield                           | 3:35  |
| 12.          | Something To You           | Zelmerlöw, David Björk, Eyden                                                                            | David Björk                      | 3:40  |
| Total längd: | Total längd:               | Total längd:                                                                                             | Total längd:                     | 37:58 |

## Listplaceringar
| Lista (2019) | Topplacering |
| ------------ | ------------ |
| Sverige      | 18           |

### Fotnoter
1. ↑  ”Time” (på engelska). Discogs. 11 mars 2019. https://www.discogs.com/master/1641335-M%C3%A5ns-Zelmerl%C3%B6w-Time. Läst 11 november 2024.
2. ↑  ”Time”. Swedishcharts. 11 mars 2019. https://swedishcharts.com/showitem.asp?interpret=M%E5ns+Zelmerl%F6w&titel=Time&cat=a. Läst 11 november 2024.